# Ryu Eun-hee
Ryu Eun-hee (* 24. Februar 1990 in Incheon, Südkorea) ist eine südkoreanische Handballspielerin.
Ryu Eun-hee, die im rechten Rückraum eingesetzt wird und Linkshänderin ist, spielte beim südkoreanischen Verein Incheon Sports Council. Weiterhin gehört sie dem Kader der südkoreanischen Nationalmannschaft an, für die sie in 171 Länderspielen 524 Treffer erzielte. Die Linkshänderin nahm mit der südkoreanischen Auswahl an den Olympischen Spielen 2012 in London teil und belegte den vierten Platz. Im Turnierverlauf erzielte sie insgesamt 43 Treffer. Bei den Asienspielen 2014 gewann sie die Goldmedaille. Weiterhin nahm sie an den Olympischen Spielen 2016 in Rio de Janeiro teil. 2017 und 2018 gewann sie die Asienmeisterschaft. Bei der Weltmeisterschaft 2019 warf sie mit 69 Treffern die zweitmeisten Tore. Mit der südkoreanischen Auswahl nahm sie weiterhin an den Olympischen Spielen in Tokio sowie an den Olympischen Spielen in Paris teil.
Ryu Eun-hee wechselte später zu Busan Infrastructure Corporation, mit dem sie 2019 die südkoreanische Meisterschaft gewann. Anschließend wechselte sie zum französischen Erstligisten Paris 92.
Aufgrund der steigenden Fallzahlen in Frankreich während der COVID-19-Pandemie kehrte Ryu Eun-hee im November 2020 zu Busan Infrastructure Corporation zurück.
Zur Saison 2021/22 wechselte sie zum ungarischen Spitzenverein Győri ETO KC. Mit Győr gewann sie 2022, 2023 und 2025 die ungarische Meisterschaft sowie 2024 und 2025 die EHF Champions League. Nach der Saison 2024/25 wird sie in ihre Heimat zurückkehren.
Ryu Eun-hee gewann 2022 einen weiteren Titel bei der Asienmeisterschaft. Im Finale gegen Japan erzielte sie 19 Treffer.